# 大清河 (海河)

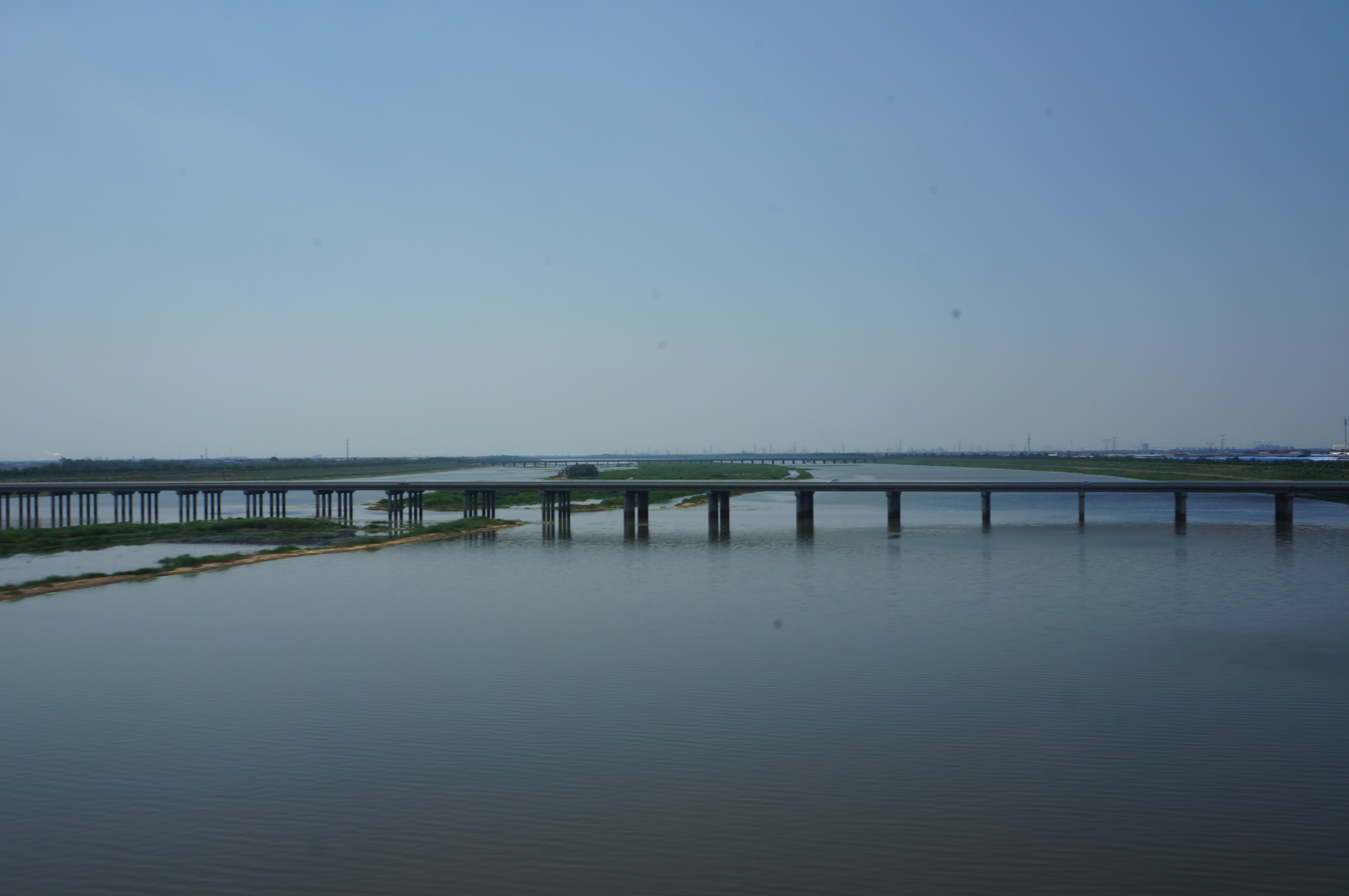
大清河天津段

大清河为海河西支，源出太行山东麓，南北拒马河合流后称大清河，在天津市静海县独流镇与子牙河相会流入海河。大清河由发源地起全长338千米，流域面积达3.96万平方千米。由于流域内降水集中，河流径流量年内差异较大，汛期水量占到年径流量的70%，雨季常形成洪水。虽然白洋淀、东淀等有调蓄洪水的作用，但是仍威胁到下游天津市和京沪铁路的安全。后开挖独流减河，分配大清河部分水流直接入海。